# Locomotiv GT
Locomotiv GT är en ungerskt progressivt rockband som bildades i Budapest 1971. Alla medlemmar hade tidigare varit med i andra kända rockgrupper i Ungern. Låtskrivaren, keyboardisten och sångaren Gábor Presser var med i bandet Omega. József Laux som spelade trummor var också med i Omega. Basisten Károly Frenreisz var tidigare med i bandet Metro och gitarristen Tamás Barta var tidigare med i bandet Hungária. Lauxs fru Anna Adamis skrev många av deras låtar tillsammans med Presser.

## Diskografi

### Album
- Locomotiv GT (1971)
- Ringasd el magad (1972)
- Bummm! (1973)
- Mindig magasabbra (1975)
- Locomotiv GT V. (1976)
- Zene – Mindenki másképp csinálja (1977)
- Mindenki (1978)
- Loksi (1980)
- Locomotiv GT X. (1982)
- Ellenfél nélkül (1984)
- 424 – Mozdonyopera (1997)
- A fiúk a kocsmába mentek (2002)

### Singlar
- Boldog vagyok / Ha volna szíved (1971)
- Érints meg / Kenyéren és vízen (1971)
- Szeress nagyon / Csak egy szóra (1972)
- Hej, gyere velem / Csavargók angyala (1973)
- Segíts elaludni / Mindig csak ott várok rád (1973)
- Belépés nemcsak tornacipőben! - Mindenki másképp csinálja / Mozdulnod kell (1978)
- Annyi mindent nem szerettem / Pokolba már a szép szavakkal / Miénk ez a cirkusz / Veled, csak veled (dubbelsingel 1979)
- Első magyar óriás kislemez (1984)